# Denton, Maryland

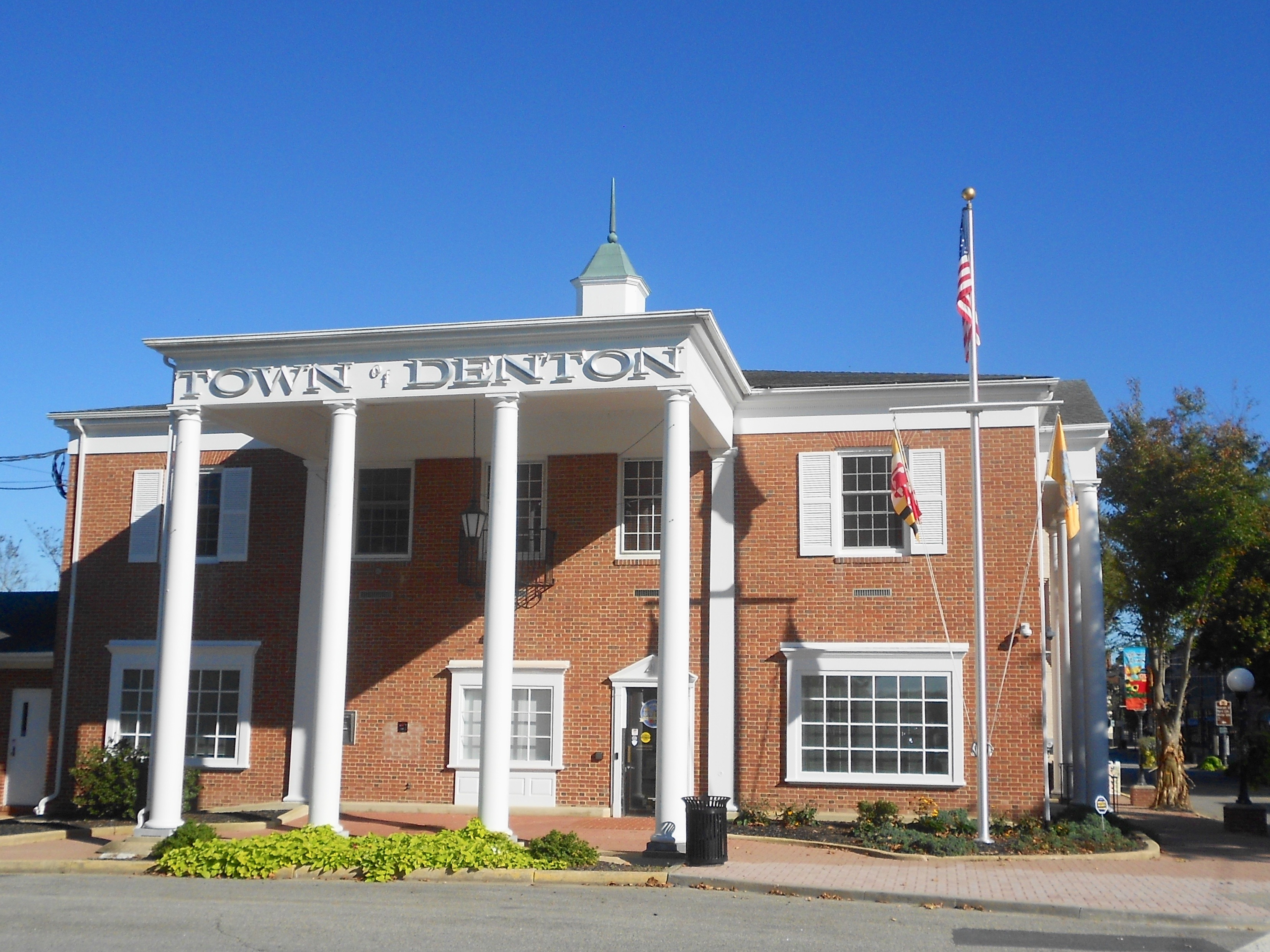
Denton Town Hall

Denton är en småstad (town) i den amerikanska delstaten Maryland med en yta av 6,7 km² och en folkmängd, som uppgår till 2 960 invånare (2000). Denton är administrativ huvudort i Caroline County, Maryland.

## Kända personer från Denton
- Sherman W. Tribbitt, politiker